# Dronninglund Sygehus
Aalborg Universitetshospital Dronninglund (tidligere som selvstændigt sygehus Dronninglund Sygehus) var indtil 2015 et sygehus i Dronninglund.
Sygehuset fusionerede i 2007 med de øvrige sygehuse i Region Nordjylland med Aalborg Universitetshospital og var flere gange lukningstruet. Dette blev en realitet i 2015, hvor sygehuset ikke blev inkluderet i regionens sygehusplan og lukkede derefter ned i løbet af efteråret.

## Historie
Hospitalet åbnede i 1885.
Under 2. verdenskrig fungerede sygehuset som behandlingssted for værnemagten, men uden egentlige krigshandlinger under Besættelsen, forblev der plads til danskerne.
I 2007 fusionerede det med Aalborg Universitetshospital, og der opstod der en usikkerhed om, hvorvidt Dronninglund Sygehus fortsat skulle være aktivt. Dette blev dog entydigt i 2008, da sygehuset i Terndrup lukkede. Det fortsatte derfor aktivt indtil 2015, hvor det blev lukket og omdannet til asylcenter. Denne løsning holdt i tre år, og det har siden stået tomt. Brønderslev Kommune har flere gange afvist at købe bygningerne til et sundhedshus som i Skive, Varde og Lemvig.

## Afdelinger
Dronninglund Sygehus havde forskellige afdelinger, som efter lukningen blev flyttet til Hobro, Farsø og Aalborg.
- Akutafdeling (for småskader)
- Medicinsk afdeling (sengeafsnit)
- Sengeafsnit (kortvarig indlæggelse uden medicin)
- Anæstesiafdeling
- Dagkirurgi
- Organkirurgi (Mave-, tarm- og fordøjelseskirurgi)
- Ortopædkirurgi
- Dialyseafsnit
- Kapel
- Øjenklinik